# R. Kelly (album)
R. Kelly è il terzo album del cantante R&B R. Kelly, pubblicato per la Jive Records nel 1995.

## Tracce
1. Intro - The Sermon - 3:23
2. Hump Bounce - 4:06
3. Not Gonna Hold On - 4:04
4. You Remind Me of Something - 4:09
5. Step In My Room - 3:48
6. Baby, Baby, Baby, Baby, Baby... - 4:19
7. (You To Be) Be Happy (featuring The Notorious B.I.G.) - 4:36
8. Down Low (Nobody Has to Know) (featuring The Isley Brothers) - 4:48
9. I Can't Sleep Baby (If I) - 5:31
10. Thank God It's Friday - 3:53
11. Love Is On the Way - 3:01
12. Heaven If You Hear Me - 0:58
13. Religious Love - 4:11
14. Tempo Slow - 4:10
15. As I Look Into My Life - 1:30
16. Trade in My Life - 6:20